# سوزان كروكر
سوزان كروكر (بالإنجليزية: Susan Crocker)‏ هي مصورة أمريكية، ولدت في 1940.